# Mahafalytenus osy
Espèce
Mahafalytenus osy est une espèce d'araignées aranéomorphes de la famille des Viridasiidae.

## Distribution
Cette espèce est endémique de la région d'Anôsy à Madagascar,. Elle se rencontre dans le parc national d'Andohahela.

## Description
La femelle holotype mesure 11,6 mm et le mâle paratype 9,5 mm.

## Étymologie
"Osy" est le mot malgache pour "chèvre" en référence à la forme de son épigyne.

## Systématique et taxinomie
Cette espèce a été décrite par Silva-Dávila en 2007.

## Publication originale
- Silva-Dávila, 2007 : « Mahafalytenus, a new spider genus from Madagascar (Araneae, Ctenidae). » Proceedings of the California Academy of Sciences, vol. 58, no 5, p. 59-98 (texte intégral).